# Prato
Pour les articles homonymes, voir Prato (homonymie).
Prato est une ville de la province du même nom en Toscane en Italie.
C'est une ville qui vit essentiellement de ses activités de production du textile et de son commerce, située à une vingtaine de kilomètres au nord de Florence.

## Histoire
Historiquement, Prato possède encore ses fortifications médiévales comme beaucoup de villes toscanes.
Durant la Renaissance italienne, elle a subi le joug de la famille Médicis qui en a massacré la population afin de montrer son courroux aux habitants de Florence, ce qui leur a permis de revenir au pouvoir dans la cité du lys sans combattre.
Aux alentours de Prato se trouve toujours la Villa médicéenne de Poggio a Caiano que l'on peut visiter. La création de cette bâtisse ouvrira, en architecture, le dialogue entre la demeure et le jardin, modèle dont s'inspireront entre autres les artisans du grand siècle français qui créeront le château de Vaux-le-Vicomte près de Paris.
Enfin, Prato est connue pour avoir été, toujours durant la Renaissance, une place financière européenne de tout premier plan.
C'est dans cette ville que Francesco di Marco Datini a inventé la lettre de change pour que les commerçants puissent traverser l'Europe sans risque de se faire détrousser.
Cela a été très utile notamment pour le commerce avec les pays de la Hanse du Nord de l'Europe et les grandes villes de foire.

## Administration

### Maires
| Période                                  | Période      | Identité        | Étiquette                          | Qualité                   |
| ---------------------------------------- | ------------ | --------------- | ---------------------------------- | ------------------------- |
| 24 avril 1995                            | 14 juin 2004 | Fabrizio Mattei | PDS (1995 → 1998) DS (1998 → 2004) |                           |
| 14 juin 2004                             | 24 juin 2009 | Marco Romagnoli | DS (2004 → 2007) PD (2007 → 2009)  |                           |
| 24 juin 2009                             | 28 mai 2014  | Roberto Cenni   | PdL (2009 → 2013) FI (2013 → 2014) | Chef d'entreprise textile |
| 28 mai 2014                              | 13 juin 2024 | Matteo Biffoni  | PD                                 | Avocat                    |
| 13 juin 2024                             | En cours     | Ilaria Bugetti  | PD                                 | Commerçante               |
| Les données manquantes sont à compléter. |              |                 |                                    |                           |

### Hameaux
Borgonuovo, Cafaggio, Canneto, Capezzana, Casale, Castelnuovo, Chiesanuova, Coiano, Figline di Prato, Filettole, Fontanelle, Galcetello, Galceti, Galciana, Gonfienti, Grignano, I Ciliani, I Lecci, Il Cantiere, Il Guado, Il Soccorso, Iolo, La Castellina, La Conca, La Dogaia, La Macine, La Pietà, La Querce, Le Badie, Le Caserane, Le Fonti, Le Fornaci, Maliseti, Mazzone, Mezzana, Narnali, Paperino, Pizzidimonte, Reggiana, San Giorgio a Colonica, San Giusto, San Paolo, Santa Cristina a Pimonte, Santa Lucia, Santa Maria a Colonica, Sant'Andrea, Sant'Ippolito, Tavola, Tobbiana, Viaccia, Vergaio.

### Communes limitrophes
Agliana (Pistoia), Calenzano (Florence), Campi Bisenzio (Florence), Carmignano, Montemurlo, Poggio a Caiano, Quarrata (Pistoia), Vaiano.

### Évolution démographique
Habitants recensés

### Ethnies et minorités étrangères
Selon les données de l’institut national de statistique (ISTAT) au 31 décembre 2018 la population étrangère résidente légale était de 40 536 personnes sur une population totale de 194 590, soit 20,83 %.
Les nationalités majoritairement représentatives étaient :
| Pos. | Pays        | Population | Pourcentage |
| ---- | ----------- | ---------- | ----------- |
| 1    | Chine       | 22 897     | 11,77 %     |
| 2    | Albanie     | 4 287      | 2,20 %      |
| 3    | Roumanie    | 3 431      | 1,76 %      |
| 4    | Pakistan    | 2 028      | 1,04 %      |
| 5    | Maroc       | 1 473      | 0,76 %      |
| 6    | Nigeria     | 982        | 0,50 %      |
| 7    | Bangladesh  | 492        | 0,25 %      |
| 8    | Philippines | 475        | 0,24 %      |
| 9    | Géorgie     | 355        | 0,18 %      |

La communauté chinoise (en provenance de la province du Zhejiang) est la principale communauté étrangère de la cité et la troisième d’Europe après Londres et Paris. Les citoyens chinois enregistrés étaient déjà un peu plus de 10 000 en 2007, plus les réguliers sans résidence ; soit une estimation d’environ 20 000 (10 % des habitants).

### Jumelages
- Nam Dinh (Viêt Nam) depuis 1975
- Roubaix (France) depuis 1981
- Changzhou (Chine) depuis 1987
- Ebensee (Autriche) depuis 1987
- Wangen im Allgäu (Allemagne) depuis 1988
- Sarajevo (Bosnie-Herzégovine) depuis 1997

## Économie
L'industrie textile est très historiquement présente, mais si la fabrication de tissu est en crise, la confection de vêtements est en forte augmentation, avec un chiffre d'affaires estimé en 2008 à 1,8 milliard d'euros, dont 1 milliard en noir,. Celle-ci est le fait de l'immigration chinoise - dont une part importante d'illégaux, qui représente en 2020 un quart des 250 000 habitants,,. Pour échapper aux contrôles, 60 % des entreprises ont fermé après moins d'un an d'activité selon un article de presse publié en juillet 2008.

## Monuments
Le centre-ville de Prato est ceint de remparts médiévaux et contient l'ensemble des monuments principaux.

### Architecture religieuse

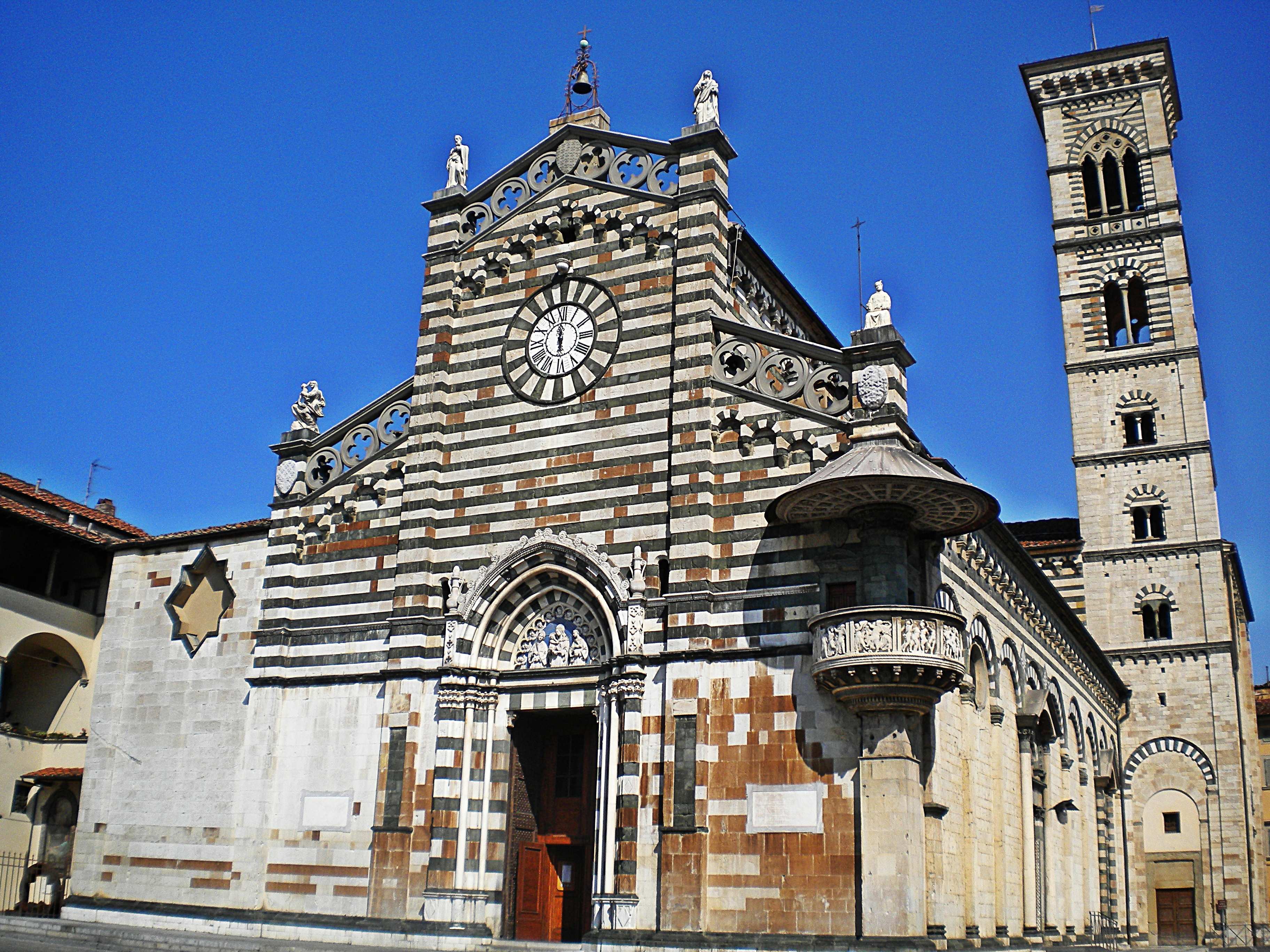
Cathédrale (Duomo) de Prato.

- La Cathédrale de Prato (Il Duomo) et son campanile sur la place du même nom. La cathédrale de style romano-pisan est remarquable par sa facture. Elle possède une chaire extérieure dédiée au Sacro Cingolo, c'est-à-dire la Sainte-Ceinture de la Vierge Marie qu'elle donna à saint Thomas. La chaire est recouverte de la Danse des Putti, une œuvre sculptée par Donatello. À l'intérieur se trouvent des fresques de Paolo Ucello. Sur la place, une statue représentant Giuseppe Mazzoni (à droite du campanile)

« […] Beau manteau que ce Mazzoni ! Beau manteau de marbre. Le rembourrage d'étoupe et de crin lui fait les épaules larges et carrées. Beau manteau, il n'y a pas à dire, sans un bouton manquant. Le sculpteur était vraiment un tailleur remarquable. »

— Maledetti Toscani  de Curzio Malaparte, traduit de l'italien par Georges Piroué, Éditions Le Livre de Poche, p. 78, 1970
- La basilique de Sainte-Marie-des-Prisons (Basilica di Santa Maria delle Carceri), située près du château, et qui fut édifiée par l’architecte florentin Giuliano da Sangallo sur commande de Laurent de Médicis. Elle marque un tournant dans l’architecture religieuse par sa forme constituée de deux nefs égales (croix grecque) et d’une coupole centrale permettant un éclairage direct.
- L’église Saint-Dominique (Chiesa di San Domenico) et son cloître planté d’oliviers.
- L’église Saint-Augustin (Chiesa di Sant'Agostino).
- L’église Saint-François (Chiesa di San Francesco).
- La basilique mineure Saint-Vincent et Catherine de Ricci (Basilica dei Santi Vincenzo e Caterina de' Ricci).
- L’église du Saint-Esprit (Chiesa dello Spirito Santo).
- Le sanctuaire de Notre-Dame-du-Lys (Santuario della Madonna del Giglio).
- L’église Saint-Barthélemy (Chiesa di San Bartolomeo).
- L’église Saint-Nicolas (Chiesa di San Niccolò).
- L’église Saint-Fabien (Chiesa di San Fabiano).
- L’église Saint-Clément (Chiesa di San Clemente).

### Architecture militaire

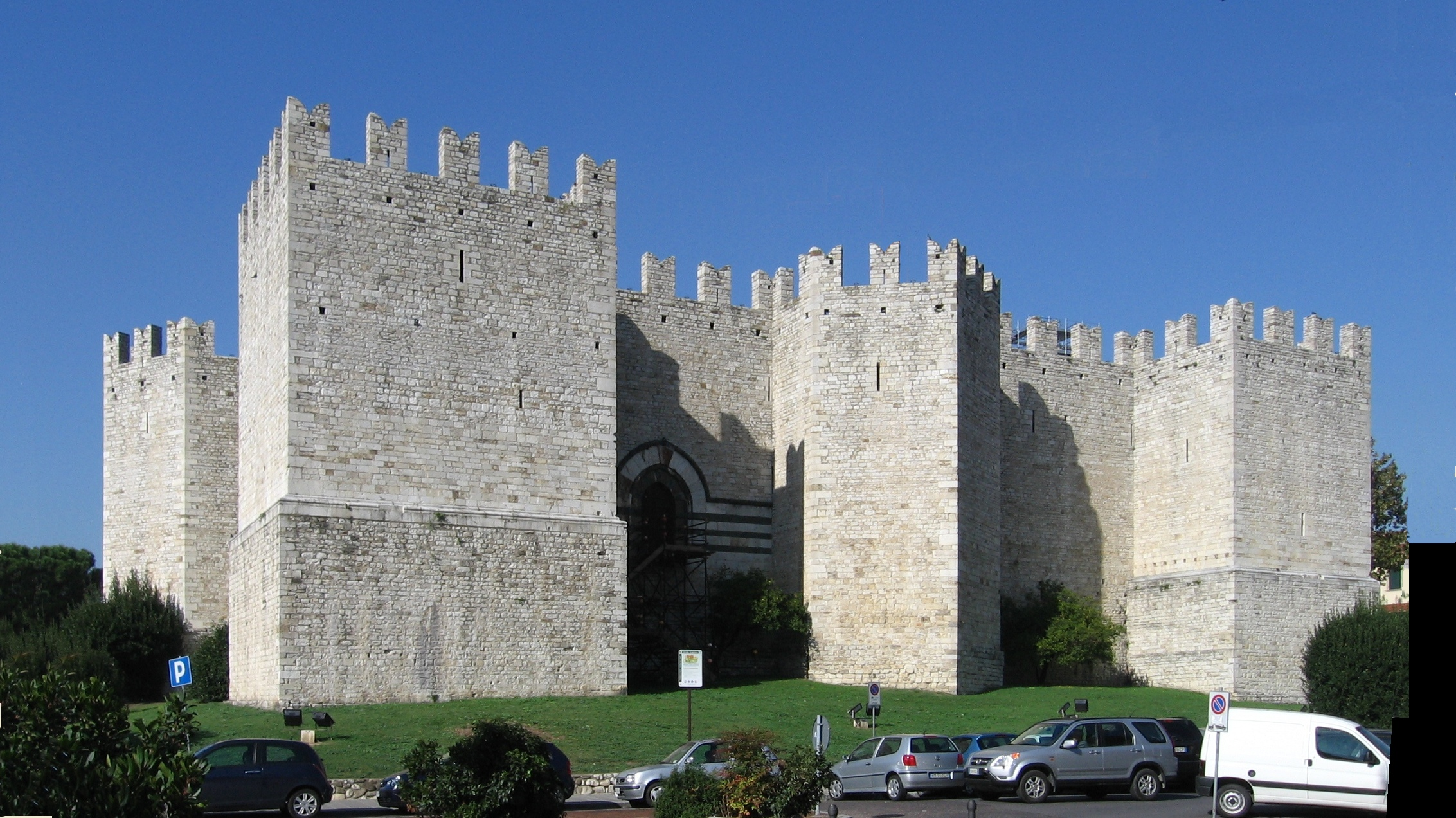
Château de l'empereur du XIIIe siècle.

- Le château de l'empereur, de l'empereur Frédéric II du Saint-Empire et son fils Frédéric d'Antioche. Il fut érigé de 1237 à 1248 par Frédéric II sur le carrefour qui reliait les possessions italiennes de l'Empire à l’Allemagne.
L'édifice, malgré la distance, renvoie à la typologie des châteaux de Frédéric II en Pouilles et en Sicile.
- Les Mura di Prato.

### Architecture civile
- Le Palazzo Pretorio.

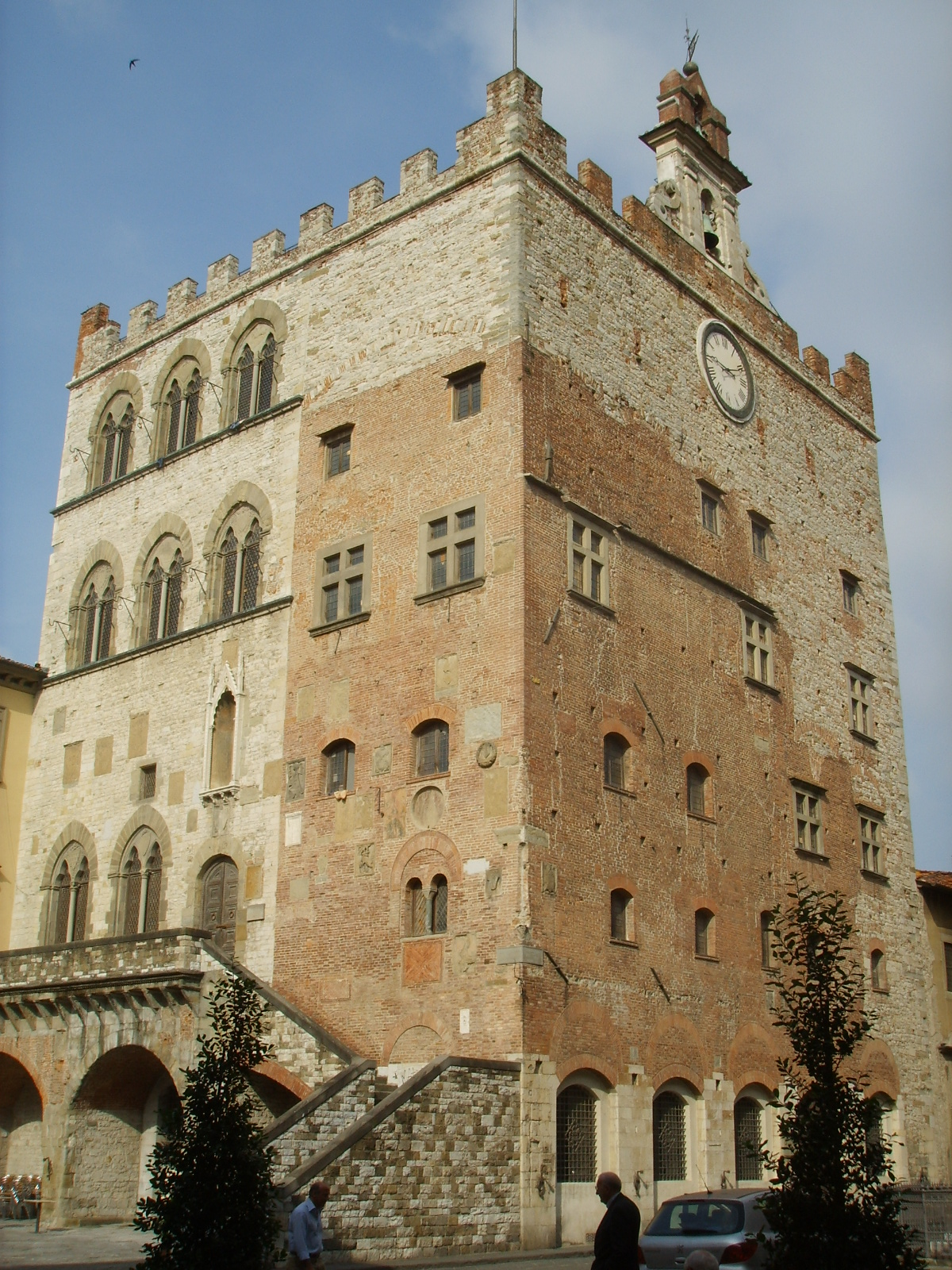
Palazzo pretorio.

- Le Palais communal (Palazzo comunale).
- Le Palais Datini (Palazzo Datini), palais de Francesco di Marco Datini, riche banquier et marchand.
- Le Collège Cicognini (Collegio Cicognini).
- Les tours jumelles de la Via Garibaldi (torri gemelle di via Garibaldi).
- Le Palazzo Vai.
- Le Palazzo Vestri.
- Le Palazzo Dragoni.
- Le Palazzo Banci Buonamici.
- Le Palazzo degli Alberti.
- Le Palazzo Buonamici Nencini.
- Les Case Nuove.

### Places principales

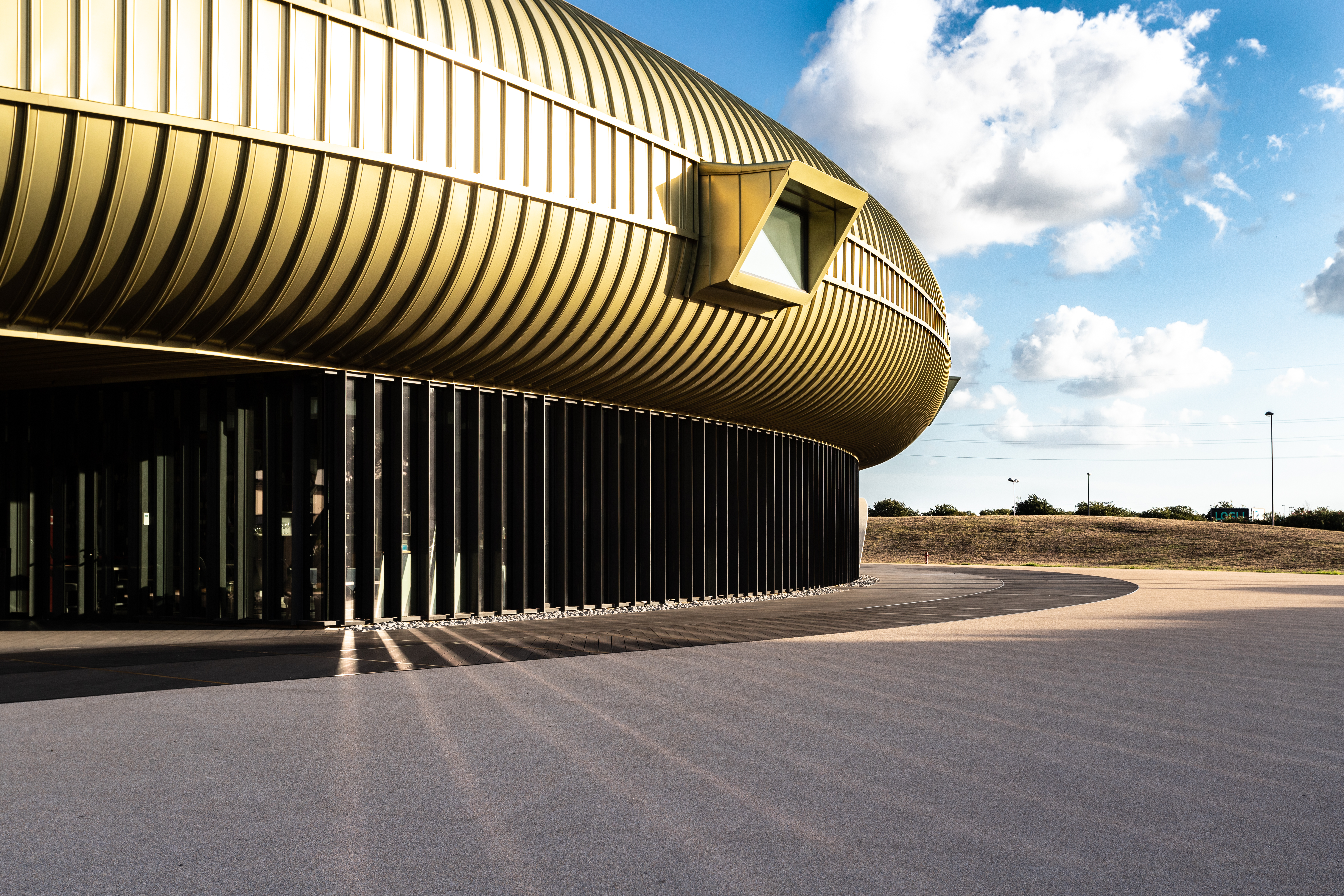
Centro per l'Arte Contemporanea Pecci.

- La Place du Dôme (Piazza del Duomo).
- La Place de la Mairie (Piazza del Comune) où est érigée la statue de Francesco di Marco Datini et le Palais Pretorio.
- La Place du Marché (Piazza Mercatale).

### Autres lieux
- Le Centre des sciences naturelles de Prato
- Le Centro per l'arte contemporanea Luigi Pecci
- Le museo della Deportazione est un musée consacré à l'histoire du fascisme italien.

## Culture
- La Crucifixion de Giovanni Bellini, dans la Collection Banca Popolare di Vicenza, à la Galerie Palazzo degli Alberti.

## Sports
- Football : l'AC Prato, fondé en 1908, évolue en Serie D (D4).
- Handball : Pallamano Prato, fondé en 1973, évolue en Serie A2 (D2). Il a remporté deux championnats d'Italie et deux Coupes d'Italie.
- Rugby à XV : le Rugby Club I Cavalieri Prato, fondé en 2000, a été dissous en 2015.
- Futsal : le Prato Calcio a 5, fondé en 1987, évolue en Serie A2 (D2). Il a remporté deux championnats, deux Coupe d'Italie et deux supercoupes d'Italie.
- Volley-ball : le Volley Prato, fondé en 1976, évolue en Serie C (D4).
- Rink hockey : 
  - Le Hockey Pattinaggio Maliseti, fondé en 2016, évolue en Serie A2 (D2).
  - Le Hockey Prato 1954, fondé en 1954, évolue en Serie B (D3).

## Personnalités liées à Prato
- Francesco Datini, marchand et financier (Prato  1335 - Prato 1410)
- Filippino Lippi, peintre (Prato 1457 - Florence 1504)
- Catherine de Ricci, mystique dominicaine, abbesse à Prato (1522-1590)
- Domenico Zipoli, musicien et missionnaire jésuite (Prato 1688 - 1726)
- Giacinto Fabbroni, peintre (Prato, 1711-Florence, 1783)
- Lorenzo Bartolini, sculpteur (1777-1850)
- Giuseppe Mazzoni, homme politique (1808-1880)
- Gaetano Bresci, (1869-1901) militant anarchiste italien auteur de l’assassinat du roi d’Italie Humbert Ier.
- Guido Nincheri, artiste du vitrail actif principalement à Montréal (Prato 1885 - Providence 1973)
- Curzio Malaparte, écrivain, journaliste et diplomate (Prato 1898 - Rome 1957)
- Clara Calamai,comédienne née à Prato en 1909.
- Paolo Rossi, footballeur italien (1956-2020)
- Sandro Veronesi, écrivain né à Prato en 1959
- Giovanni Veronesi, réalisateur et scénariste né à Prato en 1962, frère du précédent
- Jury Chechi, gymnaste, né à Prato en 1969
- Erica Mazzetti, femme politique née à Prato en 1977